# Турнеје Дипеш мода
Следи списак свих турнеја које је састав Дипеш Мод одржао од пролећа 1980. године до данашњих дана.

## Досадашње турнеје
| Година    | Назив                         | Број наступа | Почетак и крај турнеје              |
| --------- | ----------------------------- | ------------ | ----------------------------------- |
| 1980      | 1980 Tour                     | 19           | 31. мај 1980. - 10. децембар 1980.  |
| 1981      | Speak and Spell Tour          | 60           | 3. јануар 1981. - 3. децембар 1981. |
| 1982      | See You Tour                  | 39           | јануар 1982. - 16. мај 1982.        |
| 1982-1983 | A Broken Frame Tour           | 47           | 4. октобар 1982. - 28. мај 1983.    |
| 1983-1984 | Construction Time Again Tour  | 48           | 7. септембар 1983. - 2. јун 1984.   |
| 1984-1985 | Some Great Reward Tour        | 83           | 27. септембар 1984. - 30. јул 1985. |
| 1986      | Black Celebration Tour        | 76           | 29. март 1986. - 16. август 1986.   |
| 1987-1988 | Music for the Masses Tour     | 101          | 22. октобар 1987. - 18. јун 1988.   |
| 1990      | World Violation Tour          | 88           | 28. мај 1990. - 27. новембар 1990.  |
| 1993      | Devotional Tour               | 95           | 19. мај 1993. - 20. децембар 1993.  |
| 1994      | Exotic Tour + Summer '94 Tour | 63           | 9. фебруар 1994. - 8. јул 1994.     |
| 1997      | Ultra Parties                 | 2            | 10. април 1997. - 16. мај 1997.     |
| 1998      | Singles Tour                  |              |                                     |
| 2001      | Exciter Tour                  | 84           | 4. јун 2001. - 5. новембар 2001.    |
| 2005-2006 | Touring the Angel             |              |                                     |

## Текућа турнеја
Почетак и први део турнеје се дешава у Америци, а од јуна месеца се премешта у Европу и завршава у Израелу. 

### Северна Америка
| Датум           | Град                     | Простор                  | Белешке |
| --------------- | ------------------------ | ------------------------ | --- |
| 27. април 2006. | Маунтин вју, Калифорнија | Шорлајн амфитеатар       | Први наступ на отвореном |
| 29. април 2006. | Индио, Калифорнија       | Емпајер поло филдс       | Носећи извођач фестивала Coachella Valley Music and Arts Festival.                                                                                           |
| 30. април 2006. | Лас Вегас, Невада        | Џоинт                    | Театар под звездама |
| 4. мај 2006.    | Мексико сити, Мексико    | Форо Сол Стадион         | |
| 5. мај 2006.    | Мексико сити, Мексико    | Форо Сол Стадион         | Овај концерт је имао 55.000 продатих улазница и до сада је највећи на турнеји.                                                                               |
| 7. мај 2006.    | Монтереј, Мексико        | Арена Монтереј           | |
| 10. мај 2006.   | Канзас сити, Мисури      | Старлајт амфитеатар      | Завршен концерт за мање од сат времена. Мартин Гор отпевао већину песама пре него што је најавио превремени крај. Касније објављено да певач има ларингитис. |
| 11. мај 2006.   | Чикаго, Илиноис          | Олстејт арена            | Отказано. Изјава за штампу је да певач има ларингитис. |
| 13. мај 2006.   | Вантаг, Њујорк           | Никон ет Џонс бич театар | |
| 14. мај 2006.   | Холмдел, Њу Џерзи        | ПНЦ Бенк артс фестивал   | |
| 17. мај 2006.   | Монтреал, Квебек         | Бел центар               | |
| 18. мај 2006.   | Торонто, Онтарио         | Ер Канада центер         | |
| 20. мај 2006.   | Атлантик сити, Њу Џерзи  | Боргата                  | |
| 21. мај 2006.   | Бристоу, Вирџинија       | Нисан павиљон            | |

- Заказан је био и концерт у Ел Пасу, Тексас за 2. мај 2006. али је отказан.

### Европа и Азија
| Датум           | Град                   | Простор                    | Белешке    |
| --------------- | ---------------------- | -------------------------- | ---------- |
| 2. јун 2006.    | Нирнберг, Немачка      | Рок ИМ парк                | Фестивал   |
| 4. јун 2006.    | Нирбургринг, Немачка   | Рок АМ ринг                | Фестивал   |
| 5. јун 2006.    | Бремен, Немачка        | Бремен весерстадион        | -          |
| 7. јун 2006.    | Аархус, Данска         | Стадион                    | -          |
| 9. јун 2006.    | Варшава, Пољска        | Легиа стадион              | -          |
| 11. јун 2006.   | Братислава, Словачка   | Интер-Братислава стадион   | -          |
| 12. јун 2006.   | Будимпешта, Мађарска   | Пушкаш Ференц стадион      | -          |
| 14. јун 2006.   | Љубљана, Словенија     | Централни стадион Бежиград | -          |
| 16. јун 2006.   | Имола, Италија         | Хајнекен Џемин Фестивал    | Фестивал   |
| 17. јун 2006.   | Интерлакен, Швајцарска | Гринфилд фестивал          | Фестивал   |
| 21. јун 2006.   | Софија, Бугарска       | Стадион Локомотива         | -          |
| 23. јун 2006.   | Букурешт, Румунија     | Национални стадион         | -          |
| 25. јун 2006.   | Лондон, Енглеска       | Вајерлес фестивал          | Фестивал   |
| 26. јун 2006.   | Даблин, Ирска          | Поинт депо                 | распродато |
| 29. јун 2006.   | Арас, Француска        | Градски трг                | -          |
| 1. јул 2006.    | Белфорт, Француска     | Еурокинис фестивал         | Фестивал   |
| 2. јул 2006.    | Верхтер, Белгија       | Рок фестивал               | Фестивал   |
| 7. јул 2006.    | Кристиансанд, Норвешка | Кварт фестивал             | Фестивал   |
| 10. јул 2006.   | Локарно, Швајцарска    | Мун енд старс              | -          |
| 12. јул 2006.   | Берлин, Немачка        | Валдбуне                   | -          |
| 13. јул 2006.   | Берлин, Немачка        | Валдбуне                   | -          |
| 15. јул 2006.   | Лајпциг, Немачка       | Фествајсе                  | -          |
| 17. јул 2006.   | Рим, Италија           | Курва Олимпико             | -          |
| 19. јул 2006.   | Нион, Швајцарска       | Палео фестивал             | Фестивал   |
| 20. јул 2006.   | Нимс, Француска        | Античка арена              | -          |
| 22. јул 2006.   | Сан Себастјан, Шпанија | Естадио Аноета             | -          |
| 23. јул 2006.   | Беникасим, Шпанија     | ФИБ Хајнекен               | Фестивал   |
| 25. јул 2006.   | Торевиеха, Шпанија     | Парк Антонио Сориа         | -          |
| 26. јул 2006.   | Гранада, Шпанија       | Плаза де Торос             | -          |
| 28. јул 2006.   | Лисабон, Португал      | Стадион Алваларде          | -          |
| 30. јул 2006.   | Истанбул, Турска       | Куручешме арена            | -          |
| 1. август 2006. | Атина, Грчка           | Теравибе                   | -          |
| 3. август 2006. | Тел-Авив, Израел       | Јаркон Парк                |            |